# 131.ª Brigada Mixta (Ejército Popular de la República)
La 131.ª Brigada Mixta fue una unidad del Ejército Popular de la República creada durante la Guerra Civil Española.

## Historial
La unidad fue creada en abril de 1937 a partir de la militarización de la columna «Macià-Companys». La 131.ª BM pasaría a formar parte de la 30.ª División, cubriendo un sector del frente de Teruel. A finales de agosto tomó parte en la Batalla de Belchite, participando junto a las brigadas mixtas 32.ª, 117.ª en la conquista de la estación de ferrocarril y el cerco de la localidad. Posteriormente intervendría en apoyo de la XII Brigada Internacional en el sector de Villamayor.
En marzo de 1938, durante la ofensiva franquista en el frente de Aragón, la 131.ª BM fue cercada en la zona de Oyuela y sufrió graves pérdidas, retirándose sus restos al norte del río Ebro. Llegó a estar adscrita brevemente a la Agrupación autónoma del Ebro. Al inicio de la campaña de Cataluña se encontraba situada en el sector de Artesa de Segre, debiendo retirarse ante la presión enemiga. Llegó a participar en la defensa de Vich, retirándose posteriormente a la frontera francesa.

## Mandos
Comandantes
- Comandante de infantería José Frías González-Nouvelles;[5]
- Mayor de milicias Vicente Martínez Luna;

Comisarios
- Benito Montagut Algueró;

Jefes de Estado Mayor
- capitán de infantería Nicasio Riera Pou;
- capitán de milicias Tomás Mogollón Mogollón;